# Richard Sackville (ämbetsman)
Richard Sackville, född omkring 1507, död den 21 april 1566, var en engelsk ämbetsman, far till Thomas Sackville, 1:e earl av Dorset.
Sackville var kusin till drottning Anna Boleyn och stod högt i gunst hos Henrik VIII, som gjorde honom till understatssekreterare vid skattkammaren och gav honom stora godsförläningar. Sackville bibehöll sitt inflytande under Edvard VI, Maria och Elisabet. Han upphöjdes 1549 till knight och riktade sig vid förvaltningen av till kronan indragna andliga gods i hög grad, varför han fick vedernamnet Fill-sack.